# Alex Atapuma
Yesid Alexander Atapuma Hurtado, (Túquerres, Nariño, 22 de mayo de 1984) es un exciclista colombiano, quien posteriormente se convirtió en director deportivo.
Después de dos años de suspensión debido a que en un control de dopaje se detectó la presencia de cocaína, Atapuma logró el mayor éxito de su carrera al ganar la Vuelta a Ecuador en 2007. Alex Atapuma, es hermano del ciclista Darwin Atapuma.

## Palmarés
2007
- Vuelta a Ecuador

2010
- 3º en la clasificación general de la Vuelta a Ecuador